# 1983
1983 (MCMLXXXIII) var ett normalår som började en lördag i den gregorianska kalendern.

## Händelser

### Januari
- 1 januari
  - Den svenska momsen höjs till 23,46 % och videoskatt införs.
  - De svenska reglerna för att byta efternamn förenklas, genom den nya namnlag som träder i kraft denna nyårsdag.
  - ARPANET byter officiellt till Internet Protocol vilket blir början för Internet.
  - Flera svenska kommuner får nya gränser. Bjurholm bryter sig ur Vännäs, Essunga lämnar Vara, Malå bryter sig ur Norsjö, Salem ur Botkyrka och Österåkers kommun ur Vaxholm.
- 6 januari – Ett fiskekrig utbryter mellan Storbritannien och Danmark.

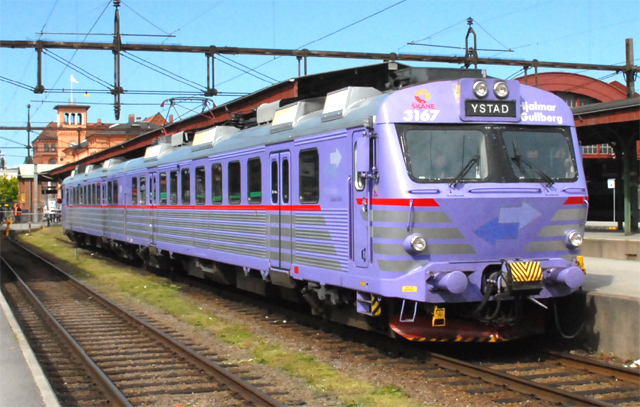
Pågatågen, som är nya lokaltåg i Skåne, införs.

- 9 januari – Pågatågen, som är nya lokaltåg i Skåne, införs.
- 16 januari – 45 personer omkommer och 22 överlever då ett turkiskt trafikflygplan havererar på Ankaras flygplats i snöstorm [1].
- 17 januari
  - Anders Thunborg tillträder som Sveriges försvarsminister.
  - Det brittiska tv-programmet Breakfast Time, som blir Europas första TV-morgonprogram i tv, har premiär på tv-kanalen BBC One.
- 18 januari – En orkan utbryter i Öresund. Två personer dör när taket på slottskyrkan i Köpenhamn blåser av.
- 19 januari – Datorn Apple Lisa introduceras av företaget Apple Computer.
- 23 januari
  - Björn Borg avslöjar att han senare under året tänker dra sig tillbaka från tennisen.
  - En sovjetisk kärnkraftsdriven satellit, Kosmos 1402, störtar i Indiska oceanen.
- 24 januari – Svensk polis ingriper när Greenpeace försöker stoppa lastningen av utbränt kärnbränsle vid Ringhals kärnkraftverk. Demonstranterna förs bort från atomsopfartyget Sigyn [2].
- 26 januari – Datorprogrammet Lotus 1-2-3 lanseras.
- 28 januari – Två personer omkommer vid helikopterolycka i Tärnafjällen, Sverige [1].

### Februari
- 9 februari – Galopphästen Shergar kidnappas av beväpnade män i Dublin.
- 10 februari – Hovrättslagman Birgitta Blom blir Sveriges första kvinnliga hovrättspresident med tjänst vid Svea hovrätt.
- 11 februari – Sjutton personer omkommer då en svensk långtradare krockar med en buss i Grekland [1].
- 13 februari
  - En brand utbryter i en biograf i Turin, Italien varvid 66 personer omkommer [1].
  - Tre linbanevagnar störtar i den italienska skidorten Champoluc varvid tio personer omkommer.
- 21 februari – Punkbandet Ebba Grön slutar spela.
- 23 februari – Bertil Werkström, biskop i Härnösand, utses till ny svensk ärkebiskop [3].
- 26 februari – 16-åriga Carola Häggkvist vinner den svenska Melodifestivalen med låten Främling [3].

### Mars
- 1 mars – Det första svenska kyrkomötet med ökat inflytande från de politiska partierna inleds.
- 3 mars – Sveriges regering ger klartecken till Sveriges största industriprojekt genom tiderna, byggandet av stridsflygplanet Jas 39 Gripen [4].
- 6 mars – Konrad Hallenbarter blir förste man att åka Vasaloppet på under fyra timmar.
- 11 mars – En ålderdomshemsföreståndare i Trondheim förklaras skyldig till 22 mord och ett mordförsök på patienter.
- 18 mars – Ett libyskt krigsflygplan bombar en stad i Sudan. Egypten och Sudan ber USA om hjälp. USA ger ett flygplan med elektronisk AWACS-övervakning till Egypten [5].
- 23 mars – USA:s president Ronald Reagan presenterar en satsning på ett nytt rymdförsvar mot kärnvapenrobotar [3].
- 24 mars – Tjeckoslovakiske dramatikern Václav Havel friges efter att ha suttit fyra år i fängelse [3].
- 31 mars – En jordbävning utbryter i Colombia varvid minst 300 personer omkommer.

### April
- 2 april – Djurlivet i Persiska viken hotas av utsläpp från en iransk oljekälla som Irak bombar. Minst 2 000 fat rinner dagligen ut, och i mitten av april täcker oljebältet cirka 20 000 kvadratkilometer. Kriget hindrar försöken att stoppa utsläppen [6].
- 4 april – Rymdfärjan Challenger gör sin jungfruresa.
- 12 april – Yassir Arafat besöker Stockholm efter inbjudan av SAP. Israel protesterar mot besökets officiella prägel under överläggningarna med Olof Palme [2]. Han möter ledare för de nordiska socialdemokraterna.
- 18 april – En bomb detonerar på USA:s ambassadområde i Beirut. 80 personer omkommer.
- 19 april – FN:s generalsekreterare Javier Pérez de Cuéllar talar till Sveriges riksdag.
- 23 april – Vid Eurovision Song Contest i München vinner Corinne Hermés för Luxemburg med bidraget Si la vie est cadeau före Ofra Haza, Israel, med bidraget Hi och Carola Häggkvist, Sverige, med bidraget Främling.
- 23 april – Den tyska tidskriften Stern tillkännager att man hittat Hitlers dagböcker, vilka har smugglats ut ur Östtyskland och som tidningen har betalat 9 miljoner D-mark för. Tre dagar senare förklarar en expertgrupp att böckerna är autentiska, men den 6 maj avslöjas att det rör sig om en förfalskning, då man finner att pappret i böckerna är nytt och trycktekniken är modern – dessutom innehåller de 60 böckerna en mängd historiska felaktigheter
- 26 april – Den svenska Ubåtsskyddskommissionen hävdar i en rapport att sovjetiska u-båtar vid flera tillfällen gjort intrång på svenska farvatten [4]. Man fastslår även att kränkningen i Hårsfjärden i oktober 1982 var en sovjetisk operation. Svenska regeringen avger en skarp protest till Moskva [7].
- 30 april – Hylands hörna sänds för allra sista gången.

### Maj
- 2 maj – Stig Malm efterträder Gunnar Nilsson som ordförande för LO.
- 7 maj – 38 döda vid hotellbrand i Istanbul [1].
- 24 maj – Den svenske överstelöjtnanten vid flygstaben Bertil Ströberg häktas misstänkt för grovt spioneri [7] för Polens räkning [3].
- 25 maj
  - Drottning Elizabeth II av Storbritannien kommer på statsbesök till Sverige.
  - 200–300 personer omkommer då en färja fattar eld på Nilen [1].
- Maj – Coca Cola Light introduceras i Sverige.

### Juni

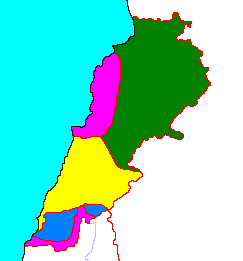
Libanon 1983. Kartan visar vilka grupper som kontrollerade vilka områden detta år. Mörkgrönt område: under Syrien. Rosa: kristna grupper. Gult: Israel och dess allierade. Blått: under FN.

- Juni – Strider rasar i Libanon mellan olika PLO-grupper. Yassir Arafat utvisas från Syrien och reser till Tunis [3].

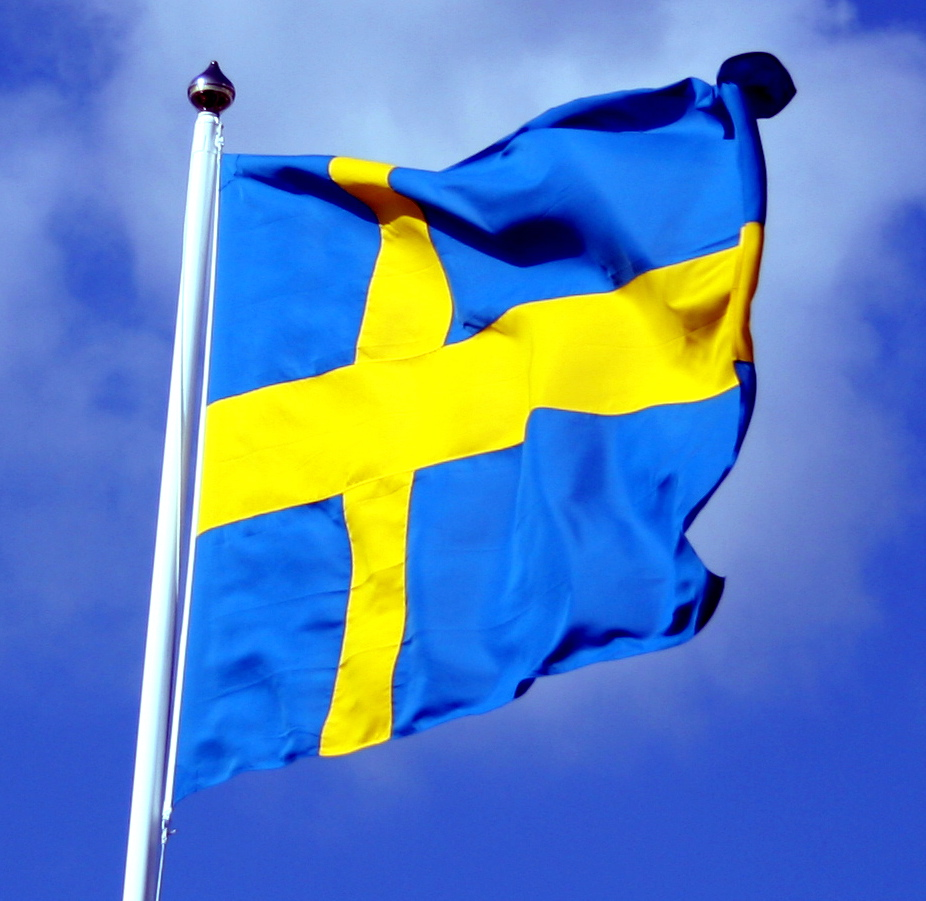
Sveriges nationaldag Svenska flaggans dag blir officiellt Sveriges nationaldag

- 5 juni – Över 100 personer omkommer då passagerarfartyget Alexander Suvorov krockar med en bro över Volga i Sovjetunionen [1].
- 6 juni – Svenska flaggans dag blir officiellt Sveriges nationaldag [8].
- 9 juni – Storbritannien går till parlamentsval. Regeringspartiet Conservatives vinner stort, medan Labour gör sitt sämsta val sedan 1918.
- 18 juni – Amerikanska rymdfärjan Challenger skjuts upp från Kennedy Space Center i Florida med 32-åriga Sally Ride samt fyra manliga astronauter, och därmed blir hon USA:s första kvinna i rymden [4].
- 22 juni – Mogens Glistrup, partiledare för det danska Framstegspartiet, döms till tre års fängelse för skattebrott.
- Mitten av året – Den svenska regeringen uttalar sitt stöd för en nordisk kärnvapenfri zon även i krigstid.

### Juli
- Juli – USA inleder en serie militära övningar i Honduras [5].
- 1 juli – Bertil Werkström efterträder Olof Sundby som Svenska kyrkans ärkebiskop.
- 5 juli – Säckar med hasch börjar flyta iland utanför Göteborg. Inom en vecka blir det 900 kg.
- 11 juli – 119 personer omkommer då ett trafikflygplan störtar över Ecuador [1].
- 13 juli – Svenske överstelöjtnanten Bertil Ströberg döms mot sitt nekande av Stockholms tingsrätt till sex års fängelse för spioneri [4].
- 15 juli – Ett sprängattentat genomförs på Paris-Orly flygplats i Paris varvid sex personer omkommer.
- 16 juli – 20 personer omkommer då en brittisk helikopter störtar i dimma i Engelska kanalen [1].
- 23 juli – Resultatlösa spaningar inleds efter en främmande ubåt i Törefjärden i Norrbotten [7]. Törefjärden stängs dock av i en månad [2].
- 29 juli – Ola Ullsten meddelar att han tänker avgå som Folkpartiets partiledare.

### Augusti

Immunbristsjukdomen Aids skördar sitt första offer i Sverige då en man avlider. Aids är vid denna tid en nyupptäckt sjukdom som främst anses drabba homosexuella män och sprutnarkomaner.

- 6 augusti – Spanska oljetankern Castillo de Belver, lastad med 25 000 ton olja, tar eld och bryts i två delar utanför Kapstaden, Sydafrika. Fisket skadas, men gynnsamma vindar räddar stränderna [6].
- 7 augusti – Deltagare från 158 länder finns på plats då de första världsmästerskapen i friidrott invigs i Helsingfors [4].
- 8 augusti – USA:s president Ronald Reagan meddelar att USA tänker hjälpa Tchad med 2 AWACS-flygplan med elektronisk övervakning samt 8 F-15-jaktflygplan och mark logistiskt styrkor stöd för att hjälpa Tchad mot libyska styrkor och rebellstyrkor [5].
- 12 augusti
  - Immunbristsjukdomen Aids skördar sitt första offer i Sverige [7] då en man avlider. Aids är vid denna tid en nyupptäckt sjukdom som främst anses drabba homosexuella män och sprutnarkomaner [2].
  - En våldsam skogsbrand bryter ut efter järnvägen mellan Hultsfred och Oskarshamn.
- 16 augusti – Skogsbränder rasar i Sverige mellan Oskarshamn och Hultsfred. Att släcka tar en månad, och värden för 20 miljoner SEK förstörs [6].
- 21 augusti – Den filippinske oppositionsledaren Benigno Aquino skjuts ihjäl på Manilas flygplats då han återvänder från tre års exil i USA [3].

### September

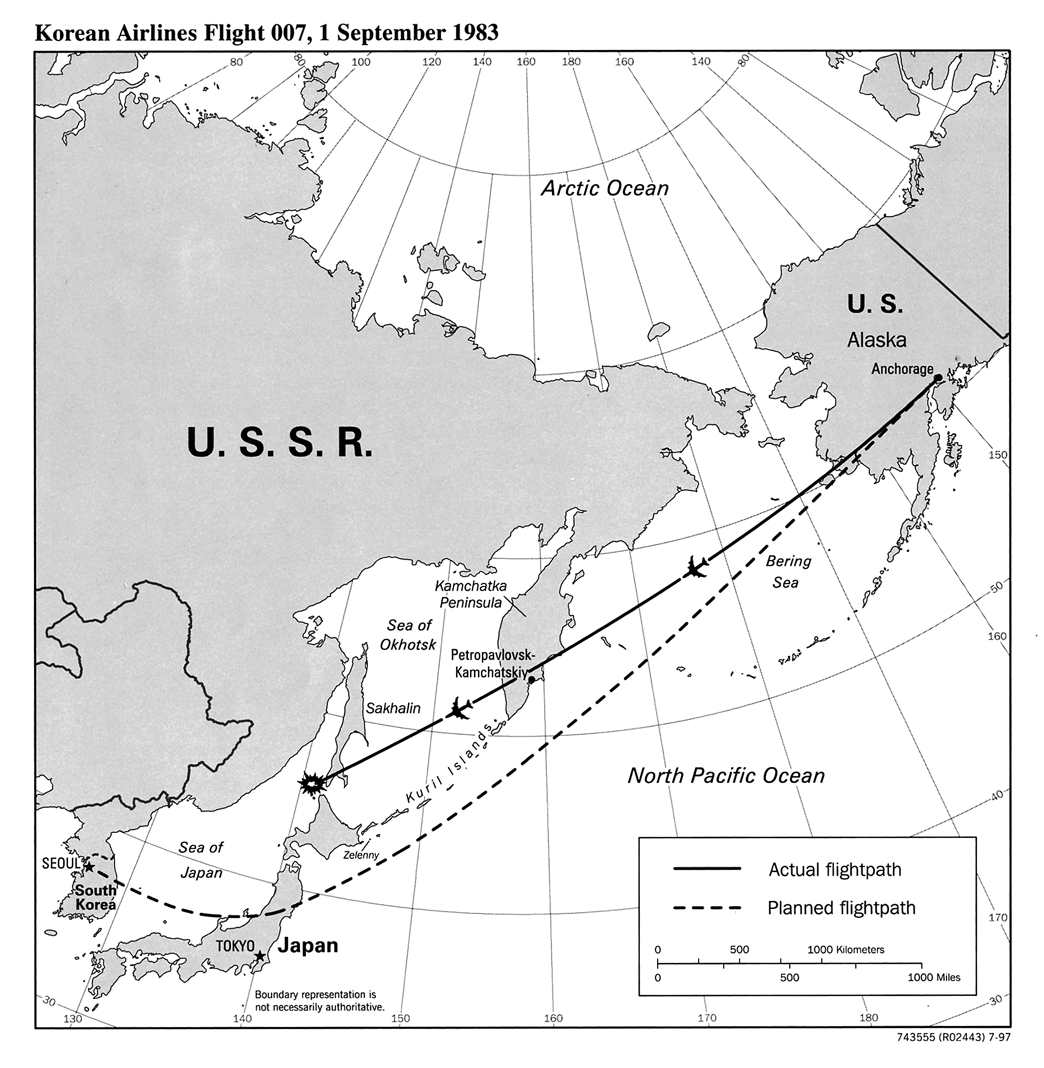
Korean Air Lines Flight 007.

- 1 september – Ett sydkoreanskt passagerarflygplan med 269 passagerare ombord skjuts ner av sovjetiska jaktflygplan sedan man kommit innanför sovjetiska gränsen, och alla i passagerarflygplanet omkommer [4]. Flygplanet är på väg från Anchorage till Seoul.
- 3 september – Marianne Berglund vinner linjeloppet vid världsmästerskapen på cykel [3].
- 7 september – Olle Högbom försvinner i Sundsvall och återfinns aldrig. Han misstänktes en tid vara ett av Thomas Quicks offer.
- 8 september – En tjeckisk familj lyckas fly till Österrike i en hemmagjord varmluftsballong.
- 15 september – Israels premiärminister Menachem Begin avgår och ersätts av Yitzhak Shamir [3].
- 16 september – Sveriges ÖB rapporterar att 40 ubåtskränkningar har ägt rum under sommaren.
- 19 september – Saint Kitts och Nevis blev självständigt från Storbritannien.
- 23 september – 112 personer omkommer då en Boeing 737 störtar vid Abu Dhabi efter sabotage [1].
- 27 september – Minst 80 personer omkommer vid en fartygsbrand på Nicaraguasjön [1].
- 29 september – USA:s kongress antar Multinational Force in Lebanon Resolution, så att USA kan delta i den multinationella styrkan i Libanon under minst 18 månaders tid [5].

### Oktober
- 1 oktober
  - Bengt Westerberg utses till ledare för Folkpartiet efter Ola Ullsten [4]. Under Ola Ullstens ledning hade partiet vid väljarundersökningar under svenska sommaren 1983 bara uppnått 4 % [2].
  - Arlandas nya inrikeshall invigs.
- 4 oktober
  - Det ombyggda riksdagshuset på Helgeandsholmen invigs.
  - 4 oktober-kommittén, med SAF:s styrelseordförande Curt Nicolin som ledare, samlar 75 000 demonstranter i Stockholm mot svenska regeringens planer på att införa löntagarfonder.[4][2].
- 7 oktober – Konglig Datasektionen bildas på THS.
- 23 oktober – 292 soldater dödas vid självmordsattentat mot amerikanska och franska förläggningar i Beirut då lastbilar fyllda med sprängämnen körs in på amerikanska och franska militärförläggningar i staden [3].

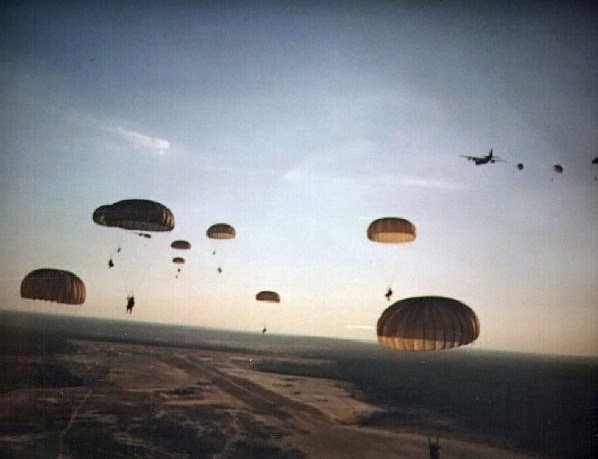
USA invaderar Grenada.

- 25 oktober – Amerikanska marinsoldater invaderar Grenada och kväser vänsterrevolten som ägt rum där [4].
- 27 oktober – Sveriges regering sätter in 10 miljoner SEK till upprustning av Adolf Fredriks musikskola, så att den får vara kvar i Stockholms centrum [9].

### November

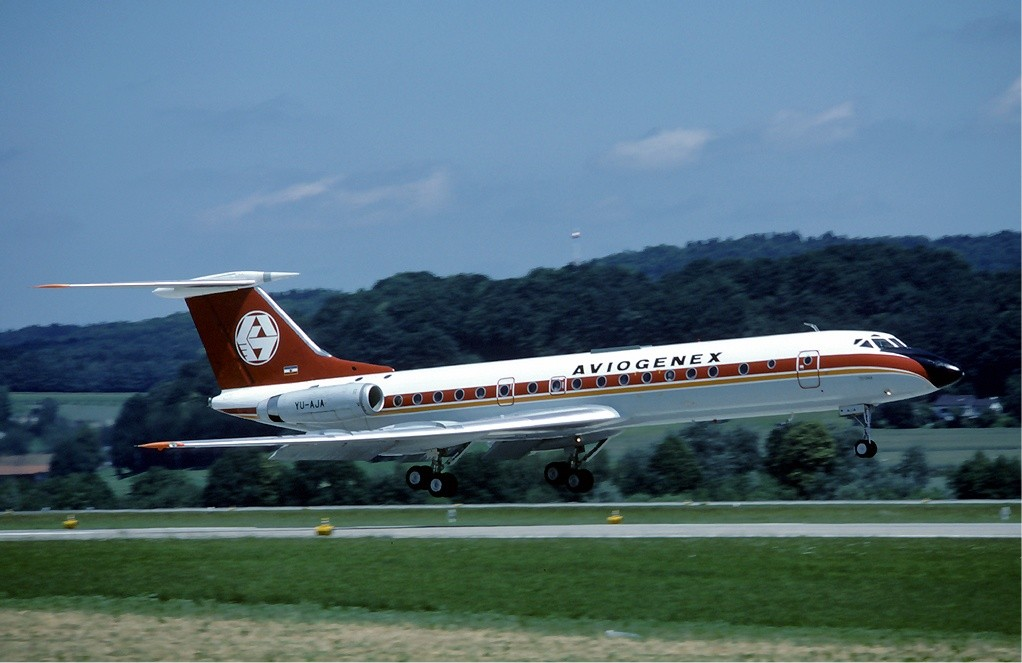
Sju unga georgier försöker kapa Aeroflot Flight 6833, på väg från Tbilisi till Leningrad i Sovjetunionen, och få kaptenen att flyga till Turkiet. Krisen slutar med att Spetsnaz stormar planet och 8 personer omkommer. De överlevande kaparna döms och avrättas efteråt.

- 8 november – 126 personer omkommer, eventuellt nedskjutna av gerilla, då ett angolanskt flygplan störtar strax efter starten.[1].
- 9 november – I Sverige tvingar den socialdemokratiska partiopinionen Ove Rainer att avgå då det avslöjats att han minskat sin skatt med miljonbelopp genom skatteplanering som är avancerad, men inte olaglig [4]. Under åren som Postverkets generaldirektör betalade han endast 10 % i skatt av en årslön på 2,4 miljoner SEK [2]. Det är Aftonbladet som avslöjat det hela.
- 15 november Sten Wickbom utses till ny justitieminister efter Ove Rainer.
- 14 november – Första kryssningsrobotarna kommer till Greenham Common-basen utanför London, och senare påbörjas även utplacering av robotar i Västtyskland, och Sovjetunionen avbryter nedrustningsförhandlingarna [3].
- 15 november – Den av turkiska soldater besatta norra delen av Cypern utropar sig som självständig stat [10].
- 18–19 november – Sju unga georgier försöker kapa Aeroflot Flight 6833, på väg från Tbilisi till Leningrad i Sovjetunionen, och få kaptenen att flyga till Turkiet. Krisen slutar med att Spetsnaz stormar planet och 8 personer omkommer. De överlevande kaparna döms och avrättas efteråt.
- 26 november – Vid ett rån på Heathrow utanför London kommer rånare över guldtackor till ett värde av 350 miljoner kronor.
- 27 november – Ett jumbojetflygplan på väg från Frankrike till Colombia störtar utanför Madrid varvid 181 personer omkommer varav 23 svenskar [1].
- 28 november
  - Då rymdfärjan Columbia lyfter blir västtysken Ulf Merbold den första icke-amerikanen att följa med en rymdfärja ut i rymden.
  - 53 personer omkommer då ett nigerianskt passagerarflygplan störtar [1].

### December
- 7 december – 92 personer omkommer då 2 spanska trafikflygplan krockar i dimma vid Madrids flygplats [1].
- 17 december
  - En brand utbryter i ett diskotek i Madrid varvid 83 personer omkommer [1].
  - Sex personer omkommer och 90 skadas då en bilbomb detonerar vid entrén till varuhuset Harrods i London, Storbritannien.
- 18 december – 35 personer omkommer då en buss kör ner i en lavin i Italien [1].
- 21 december – Sveriges riksdag antar med 164 röster för, 158 mot och 21 nedlagda regeringens förslag om att löntagarfonder ska införas från 1 januari 1984 [4].
- 22 december – Två engelska forskare vid Oxfords universitet publicerar en rapport där Jesus antas ha blivit korsfäst den 3 april år 33 [11].
- 27 december – En brand i en transformatorstation i Enköpingstrakten orsakar strömavbrott i hela Sverige från Hälsingland och söderut samt i vissa delar av Danmark [12].
- 31 december – Eftersom Georg Rydeberg nu är död läses Nyårsklockan på Skansens nyårsfirande av Jarl Kulle.

### Okänt datum
- Samförstånd nås mellan Sverige och Danmark om gränsfrågorna rörande Bornholm, Kattegatt, Öresund och Skagerack.
- Grundutbildning för kvinnor införs i den svenska armén.
- USA:s vicepresident George Bush besöker Sverige.
- Arbetets Museum i Norrköping invigs.
- Gambro blir introducerat på Stockholmsbörsen.
- Stölderna ökar inom svensk industri, på ett företag med 3 000 anställda har 60 000 arbetshandskar gått åt på ett år [7].
- Aktiehandeln på Stockholms fondbörs stoppas i en vecka på grund av datakrångel [7].
- En stor privat marijuanaodling påträffas i Sollefteå [7].

## Födda

### Första kvartalet

#### Januari
- 1 januari – Markus Virta, svensk teaterregissör översättare och musikalartist.
- 2 januari – Kate Bosworth, amerikansk skådespelare.
- 10 januari – David Elm, svensk fotbollsspelare.
- 11 januari
  - Miho Bošković, kroatisk vattenpolospelare.
  - André Myhrer, svensk alpinåkare.
- 21 januari – Marieke van den Ham, nederländsk vattenpolospelare.
- 24 januari – Marina Canetti, brasiliansk vattenpolospelare.
- 27 januari – John Lundvik, svensk artist
- 31 januari – Emanuel Karlsten, svensk journalist

#### Februari
- 1 februari – Marilou Berry, fransk skådespelare.
- 2 februari
  - Christian Klien, österrikisk racerförare.
  - Carolina Klüft, svensk friidrottare, sjukamp.
- 16 februari
  - Agyness Deyn, brittisk fotomodell.
  - Tuomo Ruutu, finländsk ishockeyspelare.
- 17 februari – Markus Granseth, svensk TV-programledare.
- 21 februari – Daniel Ek, svensk entreprenör, grundare av Spotify.
- 25 februari – Eduardo Alves da Silva, kroatisk fotbollsspelare.
- 27 februari – Kate Mara, amerikansk skådespelare.

#### Mars
- 2 mars – Patrik Lundberg, författare och journalist
- 10 mars
  - Jelena Bovina, rysk tennisspelare.
  - Jonas Olsson, svensk fotbollsspelare.
  - Carrie Underwood, amerikansk country och popsångare.
- 14 mars – Amber Stachowski, amerikansk vattenpolospelare.
- 22 mars – Yosef Karami, iransk taekwondoutövare.
- 24 mars – Totte Steneby, svensk barnskådespelare.
- 26 mars – Teemu Lassila, finländsk ishockeymålvakt.
- 30 mars – Sarah Stevenson, brittisk taekwondoutövare.

### Andra kvartalet

#### April
- 1 april
  - Sergej Lazarev, rysk sångare, dansare och skådespelare.
  - Sean Taylor, amerikansk utövare av amerikansk fotboll.
- 4 april – Inez Karlsson, svensk jockey.
- 12 april – Jelena Dokić, serbisk tennisspelare.
- 15 april – Ilja Kovaltjuk, rysk ishockeyspelare.
- 18 april – Ida-Theres Karlsson, svensk brottare.
- 20 april
  - Erik Segerstedt, svensk artist.
  - Sebastian Ingrosso, svensk DJ.
- 22 april – Francis Capra, amerikansk skådespelare.
- 23 april – Daniela Hantuchová, slovakisk tennisspelare.
- 28 april
  - Noeki Klein, nederländsk vattenpolospelare.
  - Frida Wallberg, svensk proffsboxare
- 29 april – Hedvig Lindahl, svensk fotbollsspelare, målvakt
- 30 april – Kristian Matsson (Tallest man on earth), svensk artist

#### Maj
- 2 maj
  - Dani Sordo, spansk rallyförare.
  - Zhang Zhilei, kinesisk amatörboxare.
- 10 maj – Gustav Fridolin, svensk miljöpartistisk politiker, språkrör 2011–2019, statsråd 2014–2019.
- 11 maj – Holly Valance, australisk skådespelare och sångare.
- 12 maj – Mariza Ikonomi, albansk sångare.
- 14 maj – Amber Tamblyn, amerikansk skådespelare.
- 23 maj – Heidi Range, brittisk sångare.
- 25 maj – Chelse Swain, amerikansk skådespelare, The Virgin Suicides.

#### Juni
- 1 juni – Sylvia Hoeks, nederländska skådespelare.
- 2 juni – Fredrik Stenman, svensk fotbollsspelare.
- 10 juni – Leelee Sobieski, amerikansk skådespelare.
- 30 juni – Cheryl Tweedy, brittisk sångare i gruppen Girls Aloud.

### Tredje kvartalet

#### Juli
- 1 juli
  - Marit Larsen, norsk sångare och låtskrivare.
  - Sheilla Castro, brasiliansk volleybollspelare.
- 2 juli – Michelle Branch, amerikansk, sångare och gitarrist.
- 3 juli – Mai Yamaguchi, japansk volleybollspelare.
- 4 juli
  - Isabeli Fontana, brasiliansk supermodell.
  - Amantle Montsho, botswansk friidrottare.
- 7 juli – Martin Wallström, svensk skådespelare.
- 11 juli – Marie Serneholt, svensk sångare.
- 13 juli – Liu Xiang, kinesisk friidrottare.
- 16 juli – Annie Lööf, svensk centerpartistisk politiker, partiledare och statsråd.
- 18 juli – Hadia Tajik, norsk politiker.
- 21 juli – Tara Campbell, kanadensisk vattenpolospelare.
- 23 juli – Josefine Öqvist, svensk fotbollsspelare.

#### Augusti
- 1 augusti – Adam Tensta, svensk artist.
- 6 augusti – Robin Van Persie, nederländsk fotbollsspelare.
- 8 augusti – Ali Rehema, irakisk fotbollsspelare.
- 10 augusti – Mauro Sarmiento, italiensk taekwondoutövare.
- 11 augusti – Chris Hemsworth, australisk skådespelare.
- 14 augusti – Mila Kunis, amerikansk skådespelare.
- 15 augusti
  - Gwladys Épangue, fransk taekwondoutövare.
  - Oskar Linnros, svensk artist.
- 16 augusti
  - Rianne Guichelaar, nederländsk vattenpolospelare.
  - Valeria Luiselli, mexikansk författare.
- 18 augusti – Daniel Adams-Ray, svensk artist, modedesigner
- 22 augusti – Johan Andersson, svensk fotbollsspelare.
- 23 augusti – Athena Farrokhzad, svensk författare.
- 26 augusti – Miwa Oshiro, japansk modell.

#### September
- 2 september – Aimee Osbourne, amerikansk journalist och fotomodell.
- 13 september – James Bourne, brittisk popmusiker.
- 14 september
  - Mohammad Reza Khalatbari, iransk fotbollsspelare.
  - Khosro Heydari, iransk fotbollsspelare.
  - Amy Winehouse, brittisk sångare.
- 18 september
  - Kevin Doyle, irländsk fotbollsspelare.
  - Leah Metcalf, amerikansk basketspelare.
  - Giulio Scandella, italiensk/kanadensisk ishockeyspelare.
- 19 september – Simone Buti, italiensk volleybollspelare.
- 21 september – Maggie Grace, amerikansk skådespelare.
- 26 september – Ebba Hultkvist, svensk skådespelare.

### Fjärde kvartalet

#### Oktober
- 5 oktober – Nicky Hilton, amerikansk designer och modell.
- 10 oktober – Jennifer Luv, peruansk skådespelare i pornografisk film.
- 13 oktober – Hannu Pikkarainen, finländsk ishockeyspelare.
- 15 oktober – Daniel Wretström, svensk skinnskalle, nazist och trumslagare.
- 16 oktober – Loreen, svensk artist.
- 17 oktober – Michelle Ang, nyzeeländsk skådespelare.
- 19 oktober – Rebecca Ferguson, svensk skådespelare
- 24 oktober – Katrine Kielos, svensk journalist och författare.
- 29 oktober – Jérémy Mathieu, fransk fotbollsspelare.

#### November
- 6 november – Anton Magnusson, svensk artist med artistnamnet Mr Cool.
- 7 november – Patrick Thoresen, norsk ishockeyspelare.
- 16 november – Kari Lehtonen, finländsk ishockeyspelare, målvakt.
- 21 november – Blake McGrath, kanadensisk dansare och artist.
- 23 november – Gabriel Odenhammar, svensk skådespelare.
- 24 november – Tove Edfeldt, svensk skådespelare.
- 27 november – Mats Holmqvist, svensk landhockeyspelare.

#### December
- 13 december – Henrik Lundström, svensk skådespelare.
- 15 december – Wang Hao, kinesisk bordtennisspelare.
- 18 december – Alessandro Pier Guidi, italiensk racerförare.
- 28 december – Robin Paulsson, svensk komiker och programledare.
- 30 december – Chika Chukwumerije, nigeriansk taekwondoutövare.
- 31 december – Jaqueline Carvalho, brasiliansk volleybollspelare.

## Avlidna

### Första kvartalet

#### Januari
- 3 januari – Erkki Partanen, 67, finländsk industriman.
- 8 januari – Roland Söderberg, 60, svensk skådespelare och scenograf.
- 10 januari – Roy DeMeo, 42, italiensk-amerikansk maffioso.
- 18 januari – Greta Stave, 86, svensk skådespelare.
- 20 januari – Garrincha, 49, brasiliansk fotbollsspelare.
- 24 januari – George Cukor, 83, amerikansk filmregissör.
- 27 januari – Georges Bidault, 83, fransk politiker, ordförande i Frankrikes provisoriska regering 24 juni–28 november 1946.
- 28 januari – Bengt Nordenskiöld, 91, svensk general.
- 31 januari – Astor Holmqvist, 59, svensk inspicient, cirkusartist och turnéledare.

#### Februari
- 4 februari – Asta Wickman, 87, svensk översättare av ryskspråkig litteratur.
- 5 februari – Sten Frykberg, 72, svensk dirigent och kompositör.
- 10 februari – Glen D. Johnson, 71, amerikansk demokratisk politiker, kongressledamot 1947–1949.
- 11 februari – Niilo Valonen, 69, finländsk museiman och etnograf.
- 22 februari – Georg Rydeberg, 75, svensk skådespelare.[7]
- 25 februari – Tennessee Williams, 71, amerikansk författare.

#### Mars
- 3 mars
  - Arthur Koestler, 77, brittisk författare och journalist av ungersk börd.
  - Georges Remi, 75, belgisk serietecknare med pseudonymen Hergé, skapare av figuren Tintin.
- 8 mars – William Walton, 80, brittisk kompositör och dirigent.
- 10 mars – Ulf von Euler, 78, svensk fysiolog, nobelpristagare.
- 17 mars – Umberto II, 78, Italiens siste kung.
- 25 mars – Thomas S. Gates, 76, amerikansk bankman och politiker, USA:s försvarsminister 1959–1961.
- 26 mars – Anthony Blunt, 75, brittisk konsthistoriker och spion.
- 27 mars – James Hayter, 75, brittisk skådespelare.
- 30 mars – Einar Nerman, 94, svensk konstnär.[7]

### Andra kvartalet

#### April
- 1 april – Bo Ekelund, 88, svensk idrottsledare.
- 4 april – Gloria Swanson, 84, amerikansk skådespelare.
- 8 april – Sigurd Björling, 75, svensk operasångare (baryton).
- 12 april – Desmond Bagley, 59, brittisk thrillerförfattare.
- 23 april – Buster Crabbe, 75, amerikansk skådespelare och simmare.
- 30 april – George Balanchine, 79, rysk koreograf.

#### Maj
- 8 maj – Folke Diurlin, 79, svensk militär.
- 15 maj – Hall S. Lusk, 99, amerikansk demokratisk politiker och jurist.
- 21 maj – Boris Stepantsev, 53, rysk filmregissör.
- 26 maj – Anders Andelius, 60, svensk skådespelare.
- 27 maj – Sardar Hukam Singh, 87, indisk politiker, talman i Lok Sabha 1962–1967.
- 28 maj – Walter Reisch, 79, österrikisk-amerikansk, manusförfattare, regissör och filmproducent.

#### Juni
- 1 juni – Jack Dempsey, 87, amerikansk boxare, världsmästare i tungvikt 1919–1926.
- 4 juni – Gunn Wållgren, 69, svensk skådespelare.
- 8 juni – Tom Steed, 79, amerikansk demokratisk politiker, kongressledamot 1949–1981.
- 11 juni – G.D. Birla, 89, indisk affärsman och politiker.
- 12 juni – Norma Shearer, 80, amerikansk skådespelare.
- 19 juni – Ivar Wahlgren, 81, svensk skådespelare och sångare.
- 24 juni – Gerry Rooth, 86, svensk-amerikansk tidningsman.
- 26 juni – Sture Fåglum, 40, svensk tävlingscyklist.
- 30 juni – Leonard B. Jordan, 84, amerikansk republikansk politiker, senator 1962–1973.

### Tredje kvartalet

#### Juli
- 1 juli – Buckminster Fuller, 87, amerikansk formgivare, arkitekt, uppfinnare och författare.
- 5 juli – Harry James, 67, amerikansk trumpetare och orkesterledare.
- 6 juli – Bertil Schütt, 74, svensk författare.
- 17 juli
  - Erik Börjesson, 96, svensk fotbollsspelare.
  - Nils B. Hansson, 83, svensk länsjägmästare och folkpartistisk politiker.
- 25 juli – Johnny Bode, 71, svensk textförfattare och sångare.
- 29 juli
  - Luis Buñuel, 83, spansk filmregissör.
  - David Niven, 73, brittisk skådespelare.
  - Rocco Chinnici, 58, italiensk domare.
- 30 juli
  - Lynn Fontanne, 95, brittisk skådespelare.
  - Wiveka Alexandersson, 87, svensk skådespelare.

#### Augusti
- 3 augusti
  - Eric Grate, 86, svensk skulptör.
  - Carolyn Jones, 53, amerikansk skådespelare.
- 4 augusti – Leon Landgren, 73, svensk kompositör, musiker (trumpet, piano, dragspel) och kapellmästare.
- 10 augusti – Ruben Rausing, 88, svensk företagare, grundare av Tetra Pak.[7]
- 11 augusti – Gustav Sandgren, 78, svensk författare.
- 17 augusti – Ira Gershwin, 86, amerikansk författare.
- 21 augusti – Benigno Aquino, 50, filippinsk oppositionsledare, mördad.
- 24 augusti – James Kealoha, 75, amerikansk politiker.
- 31 augusti – Albert Francis Hegenberger, 87, amerikansk militär och flygare.

#### September
- 1 september – Larry MacDonald, 48, amerikansk politiker.
- 3 september – Einar Larsson, 85, svensk operasångare.
- 8 september – Antonin Magne, 79, fransk tävlingscyklist.
- 10 september
  - Felix Bloch, 77, amerikansk fysiker, nobelpristagare.
  - Alice Ramsey, 96, första amerikanska kvinnan som genomförde en transkontinental bilfärd i USA.
- 13 september – Axel Strand, 89, svensk politiker, LO-ordförande.
- 15 september
  - Kaj Hjelm, 55, svensk barnskådespelare.
  - Beverley Nichols, 85, brittisk  författare och journalist.
- 16 september
  - Bengt Idestam-Almquist, 88, svensk författare, journalist, filmkritiker, filmhistoriker och manusförfattare.
  - Gunnar Olsson, 79, svensk regissör och skådespelare och manusförfattare.
- 21 september
  - Gunnar Skoglund, 84, svensk skådespelare, manusförfattare och regissör.
  - Birgit Tengroth, 68, svensk skådespelare och författare.
- 25 september – Leopold III, 81, belgarnas kung 1934–1951.
- 27 september – Tino Rossi, 76, fransk sångare och skådespelare.

### Fjärde kvartalet

#### Oktober
- 4 oktober – Kurt Willbing, 59, svensk barn- och ungdomsskådespelare.
- 6 oktober – Alice Eklund, 87, svensk skådespelare och regissör.
- 8 oktober – Robert Docking, 57, amerikansk demokratisk politiker, guvernör i Kansas 1967–1975.
- 19 oktober – Maurice Bishop, 39, grenadisk politiker, avrättad.
- 22 oktober – Alfred Dahlqvist, 69, svensk skidåkare.
- 26 oktober – Alfred Tarski, 82, polsk logiker.
- 29 oktober – Sten Broman, 81, svensk tonsättare, dirigent, musikpedagog, även känd som musikkritiker och TV-programledare.[7]

#### November
- 4 november – Gardar Sahlberg, 75, svensk litteraturforskare, manusförfattare, sångtextförfattare och kortfilmsregissör.
- 7 november – Germaine Tailleferre, 91, fransk kompositör.
- 9 november – Olle Hilding, 85, svensk skådespelare.
- 15 november – John Le Mesurier, 71, brittisk skådespelare.
- 18 november – Walentin Chorell, 71, finlandssvensk författare och manusförfattare.
- 25 november
  - Anton Dolin, 79, brittisk balettdansör och koreograf.
  - Curt Edgard, 66, svensk skådespelare.

#### December
- 5 december – Martin Lamm, 54, svensk konstnär och tidningstecknare.
- 8 december – Maritta Marke, 78, svensk skådespelare och sångare.
- 10 december – Lennart Brant-Lundin, 68, svensk militär.
- 25 december – Joan Miró, 90, spansk surrealistisk målare.
- 28 december – Dennis Wilson, 39, amerikansk musiker, drunkningsolycka.

## Nobelpris[13]
- Fysik
  - Subramanyan Chandrasekhar, USA
  - William A. Fowler, USA
- Kemi – Henry Taube, USA
- Medicin – Barbara McClintock, USA
- Litteratur – Sir William Golding, Storbritannien
- Fred – Lech Wałęsa, Polen
- Ekonomi – Gerard Debreu, USA

### Fotnoter
1. 1 2 3 4 5 6 7 8 9 10 11 12 13 14 15 16 17  Faktakalendern 1996, Semic, 1995
2. 1 2 3 4 5 6 7  Sverige 1900-talet – 1983, NE, Bra Böcker, 2000
3. 1 2 3 4 5 6 7 8 9 10 11  100 år med Aftonbladet – 1983, 1999
4. 1 2 3 4 5 6 7 8 9 10 11  20:e århundrades När Var Hur – 1983, Bernt Himmelstedt, Forum, 1999
5. 1 2 3 4  ”USA:s militära insatser i utlandet”. Arkiverad från originalet den 9 december 2013. https://web.archive.org/web/20131209174005/http://www.history.navy.mil/library/online/forces.htm. Läst 31 januari 2011.
6. 1 2 3  Faktakalendern 1997, Semic, 1996
7. 1 2 3 4 5 6 7 8 9 10 11  Hundra år i Sverige – 1983, Hans Dahlberg, Albert Bonniers, 1999
8. ↑  Faktakalendern 2000–1983 (Sverige), 1999
9. ↑  Horisont 1983, Bertmarks förlag, sidan 256 – Kommunalnämnden fick ge sig: Musikskola levde vidare
10. ↑  Faktakalendern 2000–1983 (Utlandet), Semic 1999
11. ↑  Horisont 1989, Bertmarks, sidan 299– Månen daterade korsfästelsen
12. ↑  Horisont 1989, Bertmarks, sidan 301 - Kortslutning i Hamra mörklade hela Sverige
13. ↑  ”Nobelpriset”. https://www.nobelprize.org/prizes/lists/all-nobel-prizes/. Läst 10 april 2011.